# مسجد المنستير لا ريال
مسجد المنستير لا ريال (بالإسبانية: Mezquita de Almonaster la Real)‏ مسجد قديم يرجع إلى إمارة الأندلس٬ يقع بمدينة المناستر لا ريال في مقاطعة ولبة في إقليم أندلوسيا. المسجد بني ما بين القرنين التاسع والعاشر للميلاد على أنقاض معبد قوطي يرجع إلى القرن الخامس٬ بعد الاسترداد تم تحويل المسجد إلى صومعة الناسك. المعلم يقع في قلب قلعة عسكرية على ارتفاع بالنسبة للقرية. تم تسجيل البناء كمعلم تاريخي سنة 1931 ويعتبر كمجمع ذو قيمة تاريخية وفنية فريدة٬ حيث أنه المسجد الوحيد في الوسط الريفي الإسباني الذي بقي محافظًا على بنيته الأصلية.